# Cinéma ouzbek
L'expression de cinéma ouzbek recouvre l'ensemble des activités de production et réalisation au Ouzbékistan, d'abord comme composante du cinéma russe et soviétique puis de façon indépendante à partir de 1991. La production ouzbèke des années qui précèdent l'indépendance peut être distinguée de la production russe par la langue de tournage des films concernés (principalement ouzbek), par la thématique nationale ou par la nationalité de leurs réalisateurs et acteurs.

## Cinéastes en activité en 1925-1955
- Nabi Ganiev (1904-1952) : L'essor ou L'ascension (1931, Ramazan (1932), Le puits de la mort (1933), Egit (1935), Nous vaincrons (1941), ...
- Kamil Yarmatov (1903-1978) : Loin sur la frontière (1931), L'émigrant (1934), Les amis se rencontrent à nouveau (1939), Aux amis du front (1942), ...

Mais aussi 
- Mihail Averbah (1904-1980) : Le tchador (1927)
- Girsh Cernjak (1901-1954) : Son droit (1931)
- Mihail Doronin (1885-1939) : La seconde épouse (1927)
- Mihail Egorov (1905-) : Assal (1940)
- Oleg Frelih (1887-1953) : Le fourgon couvert (1927)
- Kazimir Gertel : Les chacals de Ravat (1927)
- Saib Hodzaeb : Tong Oldydan (1934)
- Nikolaj Klado (1909-) : Le puits de la mort (1933)
- Arnold Kordjum (1890-1969) : Azamat (1939)
- V. N. Kricov : Bakht-Kouiachi (1926)
- Ceslav Sabinskij (1885-1941) : Le dernier Bek (1930)
- Aleksandr Usol'cev-Garf (1901-1970) : Le serment (1937)
- Nadezda Zubova (1898-) : Arabi (1930)

## Cinéastes actifs de 1955 à 1980
- Shuhrat Abbosov (1931-2018) : Tout Makhallia en parle (1960), ....
- Juldas Agzamov (1909-) : Klytch (1935), Au nom du bonheur (1955), Les pêcheurs de l'Aral (1957), ...
- Ravil Batyrov (1931-) : Les aventures des funambules (1964), ...
- Latif Fajziev (1929-) : Le bey et le journalier'' ou Le seigneur et le serf (1953), ...
- Albert Hacaturov (1930-1976) : A la rencontre de la confiance (1965), ...
- Ali Khamraev (1937-) : La première déclaration (1963), ...
- El'er Ismuhameddov (1942-) : La rencontre (1963), ...
- Zagid Sabitov (1909-) : On se rencontrera sur le stade (1956)

mais aussi :
- Hizirulla Ahmedov (1929-)
- Aleksandr Alekseev (1920-)
- Evgenij Alekseev (1917-)
- Amo Bek-Nazarov (1892-1965)
- Georgij Bzarov (1929-)
- Habibulla Fajziev (1938-)
- Iskander Hamraev (1934-)
- Azder Ibragimov (1919-)
- Anatoli Kabulov (1934-)
- Kamara Kamalova (1938-)
- Uckun Nazarov (1934-)
- Damir Salimov (1937-)
- Jurij Stepçuk (1934)
- Dimitrij Valisev (1900-) : Opération Cobra (1960)

## Réalisateurs ouzbeks
- Azin Yamatrov
- Khamil Yarmatov
- Nabi Ganiev
- Shuhrat Abbosov
- Melis Abzalov
- Latif Faïziev
- Iouldach Azamov
- Zoulfikon Mouzakov
- Ali Khamraev, né le 19 mai 1937 à Tachkent
- Anvar Touraev, né le 21 juin 1934 à Samarcande
- Boris Konounov, né le 24 mai 1947 à Tachkent
- Djakhanguir Kassymov
- Edouard Khatchatourov, né le 27 avril 1936 à Tachkent
- Eldor Urazbaev, né le 11 octobre 1940 à Tachkent
- Elior Ichmoukhamedov, né le 1er mai 1942 à Tachkent
- Gueorgui Jungwald-Khilkevitch, né le 22 octobre 1934 à Tachkent
- Houssein Erkenov (ou Khusejn Erkenov), né en 1960 à Tachkent
- Rashid Malikov
- Shavkat Karimov
- Yousoup Razykov (ou Yousouf Razykov), né en 1957 à Tachkent

## Acteurs ouzbeks
- Alexandre Abdoulov, né le 29 mai 1953 à Fergana et mort le 3 janvier 2008 à Moscou en Russie
- Oulmas Alikhodjaev
- Yefim Bronfman, né le 10 avril 1958 à Tachkent
- Talgat Nigmatulin (1949-1985), acteur des studios Uzbekfilm depuis 1971

## Films ouzbeks

### Films de l'ère soviétique
- Maftuningman (Russe : Очарован тобой) (Ouzbek : Maftuningman) (1958)
- Yor-yor (Russe : Где ты моя, Зульфия?) (Ouzbek : Yor-yor) (1964)
- The Seventh Bullet (Russe : Седьмая пуля) (1972)
- Shum Bola (Russe : Озорник) (Ouzbek : Shum Bola) (1977)
- To'ylar muborak (Ouzbek : To'ylar muborak) (1978)
- Le Garde du corps (Russe : Телохранитель) (1979)
- Suyunchi (Russe : Бабушка-генерал) (Ouzbek : Suyunchi) (1982)
- Kelinlar qo'zg'oloni (Russe : Бунт невест) (Ouzbek : Kelinlar qo'zg'oloni) (1984)
- Armon (Russe : Уходя, остаются) (Ouzbek : Armon) (1986)
- Le Sauvage (Dikar) de Kamara Kamalova (1989)

### Films post-soviétiques
- Kholod (1991)  de Hussein Erkenov

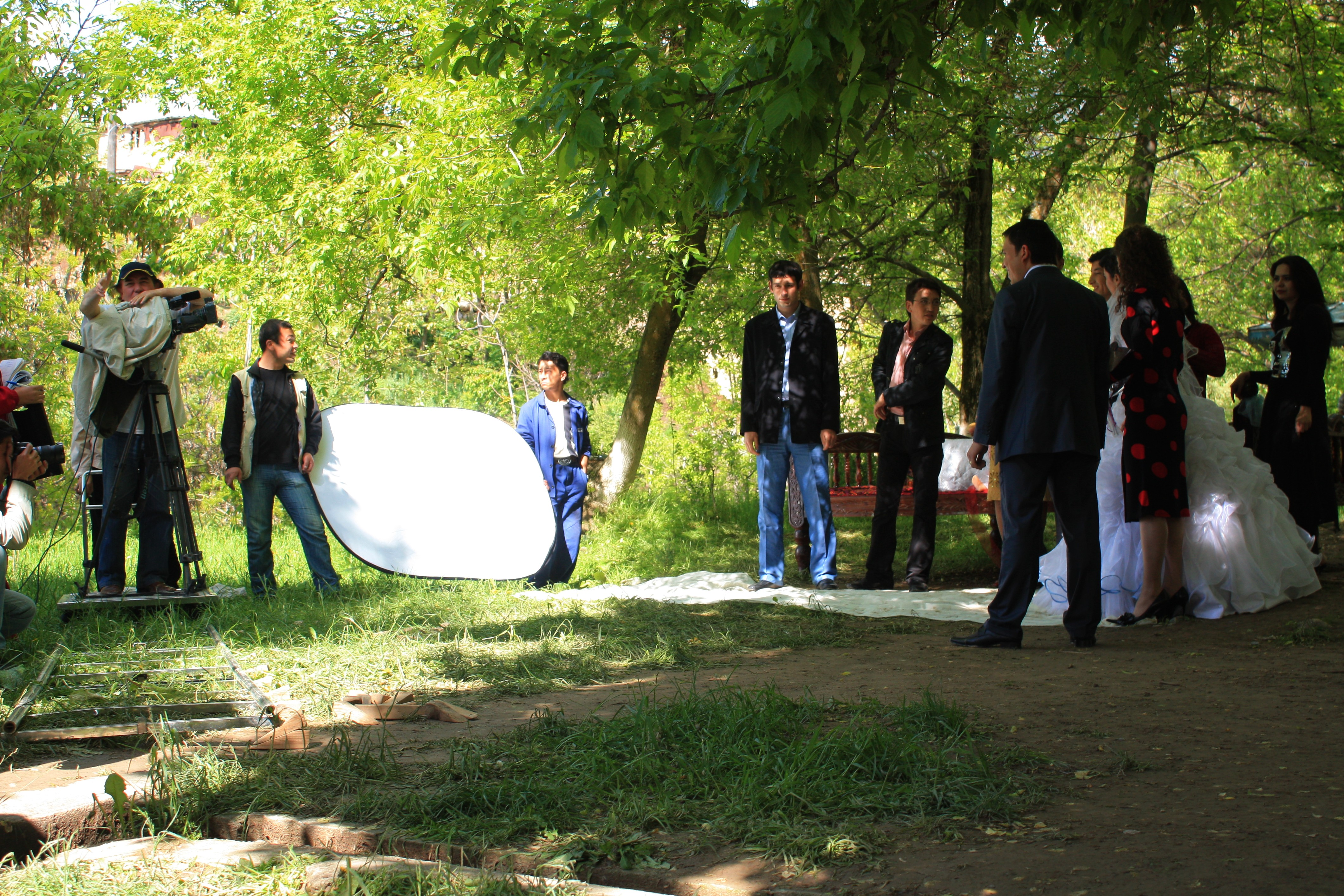
Tournage de film dans les environs de Tachkent en 2009

- Abdullajon (Ouzbek : Abdullajon) (1991)
- Tout était couvert de neige (Vse Vokrug Zasypalo Snegom, 1996) de Kamara Kamalova
- Luna Papa (1999) de Bakhtyar Khudojnazarov
- La Danse des hommes (Dilhiroj, 2002) de Yusup Razykov
- Les Garçons dans le ciel (Osmondagui bolalar, 2002) de Zoulfikar Moussakov
- L'Adolescent (Orzu ortida, 2004) de Yolkin Tuychiev